# Wiktor Wladimirowitsch Ponedelnik
Wiktor Wladimirowitsch Ponedelnik (russisch Виктор Владимирович Понедельник; * 22. Mai 1937 in Rostow am Don; † 5. Dezember 2020) war ein sowjetischer Fußballspieler.

## Vereinskarriere
Ponedelnik begann seine Fußballerkarriere bei Rostselmasch dem heutigen FK Rostow. 1958 wechselte er zum Lokalrivalen SKA Rostow. Nach neun Jahren in seiner Heimatstadt ging er 1965 für eine letzte Spielzeit nach Moskau zu Spartak Moskau. 1966 beendete Ponedelnik seine Karriere  aufgrund zu hohen Gewichts und Appendizitis.

## Internationale Karriere
Zum ersten Mal wurde Ponedelnik in die sowjetische Nationalmannschaft 1960 berufen. Er nahm an der Fußball-Europameisterschaft 1960 in Frankreich teil und schoss sein Land mit zwei Toren zum Titel. Gleichzeitig wurde er mit vier anderen Spielern Torschützenkönig des Turniers. Ponedelnik erzielte den Siegtreffer im Finale gegen Jugoslawien. Zwei Jahre später nahm er an der Fußball-Weltmeisterschaft 1962 in Chile teil. Die Sowjetunion schied trotz zweier Tore Ponedelniks in der Vorrunde im Viertelfinale gegen den Gastgeber Chile aus. Ponedelnik beendete seine Nationalmannschaftskarriere 1966.

## Nach der aktiven Karriere
Nach seinem Karriereende wurde Ponedelnik Trainer, Sportjournalist und Berater des Russischen Präsidenten. Er erhielt zahlreiche Ehrungen in Bezug auf den sowjetischen und russischen Sport. Ponedelnik war verheiratet und hat drei Kinder sowie vier Enkelkinder. Er war der letzte überlebende Spieler der sowjetischen Europameistermannschaft von 1960.

## Erfolge
- Europameister 1960 mit der Sowjetunion
- Torschützenkönig bei der Europameisterschaft 1960 mit zwei Toren

## Kurioses
Sein Nachname Ponedelnik bedeutet im russischen Montag. Den Siegtreffer zum EM-Titel 1960 hat er an einem Montag, kurz nach Mitternacht Moskauer Zeit erzielt. So titelten alle Zeitungen „Ponedelnik sabil w Ponedelnik“ (Montag trifft am Montag).